# Marleen Van Ouytsel
Marleen Van Ouytsel (Wilrijk 10 juli 1961 - aldaar 3 juli 2014) was een Belgisch VLD-politicus en tot aan haar dood directeur van het Vredescentrum van de Provincie en Stad Antwerpen.

## Biografie
Van Ouytsel was van opleiding licentiate in de communicatiewetenschappen en begon haar carrière als verslaggeefster bij het federale parlement en als docente Nederlands voor anderstaligen. 
Als kabinetsmedewerker van gewezen minister Marleen Vanderpoorten was ze begin jaren '2000 verantwoordelijk voor 'levenslang leren', en als adviseur van gewezen minister Marino Keulen werkte ze rond inburgeringsbeleid. 
Voor dat laatste werk kreeg ze in 2005 de stRaten-Generaalprijs voor haar inzet voor de integratie van allochtonen. Datzelfde jaar gaf het Vierde Wereld Syndicaat haar de eerste jaarlijkse Armenfolieprijs voor haar strijd tegen de stigmatisering van werklozen. 
In 2000 werd Van Ouytsel een eerste keer gemeenteraadslid in Antwerpen. In 2006 werd ze verkozen als provincieraadslid. 
In 2007 verliet Van Ouytsel tijdelijk de politiek en werd ze directeur van het Vredescentrum van de Provincie en Stad Antwerpen. In die hoedanigheid was ze de bezielster van de Vredesbrug die in 2014 in Antwerpen werd aangelegd over de Schelde ter herinnering aan de Eerste Wereldoorlog; en waarbij tienduizenden mensen over de Schelde wandelden. Door haar overlijden heeft ze de opening van de brug niet meer meegemaakt.
In 2012 werd Van Ouytsel opnieuw gemeenteraadslid in Antwerpen, nadat zetelend raadslid Ann Coolsaet wegens een verhuis naar Brasschaat ontslag nam.
Van Ouytsel was voorzitter van Meters en Peters, een Antwerpse vrijwilligersorgnisatie die via de bevordering van de Nederlandse taal wil bijdragen tot een betere integratie van jonge anderstalige nieuwkomers. en van Schoolopbouwwerk en De Schoolbrug. Tevens was ze bestuurder bij de Plantijn-hogeschool en de "Vrienden van HETPALEIS"
Marleen Van Ouytsel ligt begraven op het Schoonselhof.